# David Lloyd
David Lloyd (1950) es un dibujante e ilustrador de historieta inglés, conocido principalmente por su trabajo en la novela gráfica V de Vendetta, escrita por Alan Moore.

## Biografía
Lloyd comenzó a trabajar en el mundo del cómic a finales de la década de 1970, dibujando Halls of Horror, TV Comic y otros números más de títulos de Marvel UK. Junto al escritor Steve Parkhouse, creó al personaje de aventuras pulp, Night Raven.
Cuando el exeditor de Marvel UK, Dez Skinn, creó la revista Warrior en 1982, le pidió a Lloyd que creara un nuevo personaje estilo pulp y junto a Alan Moore creó V for Vendetta, una aventura distópica que presentaba a un extravagante terrorista anarquista que luchaba contra un gobierno fascista. Lloyd, que ilustraba de una forma cinemática en claroscuro, concibió un V inspirado en Guy Fawkes y le sugirió a Moore que evitara leyendas, efectos de sonido y globos de pensamiento. Luego de que Warrior quebró en 1984, la serie fue reimpresa y continuada en color por DC Comics, y posteriormente recopilada como una novela gráfica en 1995. Fue adaptada al cine en 2006.
Lloyd también ha trabajado para Espers, junto al escritor James D. Hudnall, para Eclipse Comics; Hellblazer, junto a los escritores Grant Morrison y Jamie Delano, y War Story, junto a Garth Ennis, para DC; y Global Frequency, junto a Warren Ellis, para Wildstorm. Junto a Delano también dibujó The Territory para Dark Horse.

## Premios
- 1999 Premio Haxtur a la Mejor Portada por Alien: Galería de espejos en el Salón Internacional del Cómic del Principado de Asturias Gijón.